# Type-2-lissencefalie
Type-2-lissencefalie, ook wel bekend als Norman-Roberts syndrome, is een zeldzame vorm van lissencefalie die wordt veroorzaakt door een mutatie in het reelinegen. Dit syndroom werd in 1976 voor het eerst gesignaleerd door onder andere M.G. Norman en M. Roberts.
Een tekort aan reeline zorgt ervoor dat de verschillende lagen van de hersenschors zich niet goed ontwikkelen, waardoor de cognitieve ontwikkeling achterblijft. De patiënt lijdt aan cerebellaire hypoplasie, erfelijk lymfoedeem en hypotonie. Andere veelvoorkomende bijverschijnselen zijn: myopie, nystagmus en epileptische insulten.
Een andere aandoening, waarbij de aan-en afvoer van reeline verstoord is, is een evenwichts- en coördinatiestoornis ofwel ataxie. Deze aandoening wordt veroorzaakt door een mutatie in de gencodering van een van de reelinereceptoren, VLDLR.